# آر في
آر في (بالإنجليزية: RV)‏ هو فيلم كوميدي أُصدر في الولايات المتحدة سنة 2006. الفيلم من إخراج باري سونيدفيلد وكتابة جيف روكي.

## طاقم التمثيل
- روبن ويليامز
- شيريل هاينز
- جوجو
- جوش هوتشرسن
- كريستين تشينوويث

## الميزانية والإيرادات
بلغت تكلفة إنتاج الفيلم حوالي 55 مليون دولار بينما حقق أرباحا تقدر بـ 87.5 مليون دولار.

## وصلات خارجية
- آر في على موقع IMDb (الإنجليزية)
- آر في على موقع ميتاكريتيك (الإنجليزية)
- آر في على موقع روتن توميتوز (الإنجليزية)
- آر في على موقع نتفليكس (الإنجليزية)
- آر في على موقع قاعدة بيانات الأفلام العربية
- آر في على موقع ألو سيني (الفرنسية)
- آر في على موقع Turner Classic Movies (الإنجليزية)
- آر في على موقع أول موفي (الإنجليزية)
- آر في على موقع بوكس أوفيس موجو (الإنجليزية)
- آر في على موقع فيلمافينيتي (الإسبانية)